# Paroryctoderus cornutus
Paroryctoderus cornutus är en skalbaggsart som beskrevs av Roger Paul Dechambre 1994. Paroryctoderus cornutus ingår i släktet Paroryctoderus och familjen Dynastidae. Inga underarter finns listade i Catalogue of Life.